# نصیرآباد (کوثر)
نصیرآباد یک منطقهٔ مسکونی در ایران است که در دهستان سنجبد غربی واقع شده‌است. نصیرآباد ۹۸ نفر جمعیت دارد.